# هیرل
هیرل (به هلندی: Heerle) یک منطقهٔ مسکونی در هلند است که در روزندال واقع شده‌است. هیرل ۸٫۴۸ کیلومتر مربع مساحت و ۱٬۸۷۰ نفر جمعیت دارد.